# Варваровка (Казахстан)
Варва́ровка (каз. Варваров) — село у складі Узункольського району Костанайської області Казахстану. Входить до складу Новопокровського сільського округу.
Населення — 325 осіб (2021; 701 у 2009, 967 у 1999, 1387 у 1989).